# Gewichtheffen op de Olympische Zomerspelen 2004
Gewichtheffen is een van de sporten die beoefend werden tijdens de Olympische Zomerspelen 2004 in Athene. De wedstrijden werden gehouden in de Nikaia Olympische Gewichtheffenhal.

## Gewichtheffen per discipline
In het gewichtheffen worden de deelnemers ingedeeld in verschillende klassen op basis van hun gewicht. In de Heren 69 kg komen bijvoorbeeld alle mannen uit die tussen zwaarder dan 62 kg maar lichter dan 69 kg zijn.

## Heren

### 56 kg
Gehouden op 15 augustus 2004
| rang   | naam                   | land | trekken (kg) | stoten (kg) | totaal (kg) |
| ------ | ---------------------- | ---- | ------------ | ----------- | ----------- |
| Goud   | Halil Mutlu            | TUR  | 135.0        | 160.0       | 295.0       |
| Zilver | Wu Meijin              | CHN  | 130.0        | 157.5       | 287.5       |
| Brons  | Sedat Artuç            | TUR  | 125.0        | 155.0       | 280.0       |
| 4      | Vitali Dzerbianiou     | BLR  | 127.5        | 152.5       | 280.0       |
| 5      | Oscar Albeiro Figueroa | COL  | 125.0        | 155.0       | 280.0       |
| 6      | Adrian Ioan Jigău      | ROU  | 120.0        | 155.0       | 275.0       |
| 7      | László Tancsics        | HUN  | 122.5        | 150.0       | 272.5       |
| 8      | Jadi Setiadi           | INA  | 117.5        | 145.0       | 262.5       |
| 9      | Nelson Castro          | COL  | 117.5        | 145.0       | 262.5       |
| 10     | Mohammed Ali           | IRQ  | 120.0        | 135.0       | 255.0       |
| 11     | Ahmed Saad             | EGY  | 102.5        | 130.0       | 232.5       |
| —      | Mohd Faizal Baharom    | MAS  | 110.0        | —           | DNF         |
| —      | Nafaa Benami           | ALG  | 105.0        | —           | DNF         |
| —      | Masaharu Yamada        | JPN  | —            | —           | DNF         |
| —      | Yang Chin-Yi           | TPE  | —            | —           | DNF         |
| —      | Wang Shin-Yuan         | TPE  | —            | —           | DNF         |
| —      | Eric Bonnel            | FRA  | —            | —           | DNF         |

### 62 kg
Gehouden op 16 augustus 2004
| rang   | naam                   | land | trekken (kg) | stoten (kg) | totaal (kg) |
| ------ | ---------------------- | ---- | ------------ | ----------- | ----------- |
| Goud   | Shi Zhiyong            | CHN  | (OR) 152.5   | 172.5       | 325.0       |
| Zilver | Le Maosheng            | CHN  | 140.0        | 172.5       | 312.5       |
| Brons  | Israel Jose Rubio      | VEN  | 132.5        | 162.5       | 295.0       |
| 4      | Armen Ghazaryan        | ARM  | 135.0        | 160.0       | 295.0       |
| 5      | Gustar Junianto        | INA  | 132.5        | 160.0       | 292.5       |
| 6      | Samson N'Dicka         | FRA  | 127.5        | 160.0       | 287.5       |
| 7      | Umurbek Bazarbayev     | TKM  | 130.0        | 157.5       | 287.5       |
| 8      | Sunarto Sunarto        | INA  | 125.0        | 160.0       | 285.0       |
| 9      | Yang Sheng-Hsiung      | TPE  | 120.0        | 160.0       | 280.0       |
| 10     | Manuel Minginfel       | FSM  | 120.0        | 152.5       | 272.5       |
| 11     | Toshio Imamura         | JPN  | 120.0        | 150.0       | 270.0       |
| 12     | Asif Malikov           | AZE  | 115.0        | 150.0       | 265.0       |
| 13     | Gert Trasha            | ALB  | 115.0        | 140.0       | 255.0       |
| 14     | Ioan Florin Veliciu    | ROU  | 110.0        | 135.0       | 245.0       |
| 15     | Yacine Zouaki          | MAR  | 95.0         | 130.0       | 225.0       |
| —      | Im Yong Su             | PRK  | 140.0        | —           | DNF         |
| —      | Sevdalin Angelov       | BUL  | 137.5        | —           | DNF         |
| —      | Kamran Panjavi         | GBR  | —            | —           | DNF         |
| —      | Diego Fernando Salazar | COL  | —            | —           | DNF         |
| X      | Leonidas Sampanis      | GRE  | 145.0        | 167.5       | DQ doping   |

### 69 kg
Gehouden op 18 augustus 2004
| rang   | naam                      | land | trekken (kg) | stoten (kg) | totaal (kg) |
| ------ | ------------------------- | ---- | ------------ | ----------- | ----------- |
| Goud   | Zhang Guozheng            | CHN  | 160.0        | 187.5       | 347.5       |
| Zilver | Lee Bae-young             | KOR  | 152.5        | 190.0       | 342.5       |
| Brons  | Nikolai Pesjalov          | CRO  | 150.0        | 187.5       | 337.5       |
| 4      | Turan Mirzayev            | AZE  | 147.5        | 185.0       | 332.5       |
| 5      | Vencelas Dabaya Tientcheu | CMR  | 145.0        | 182.5       | 327.5       |
| 6      | Siarhei Laurenau          | BLR  | 147.5        | 170.0       | 317.5       |
| 7      | Romuald Ernault           | FRA  | 142.5        | 165.0       | 307.5       |
| 8      | Yukio Peter               | NRU  | 135.0        | 167.5       | 302.5       |
| 9      | Stanel Stoica             | ROU  | 142.5        | 160.0       | 302.5       |
| 10     | Kuo Cheng-Wei             | TPE  | 132.5        | 165.0       | 297.5       |
| 11     | Julio Idrovo              | ECU  | 140.0        | 155.0       | 295.0       |
| 12     | Abdul Mohsen Al Bagir     | KSA  | 127.5        | 160.0       | 287.5       |
| —      | Seyed Mahdi Panzvan       | IRI  | 147.5        | —           | DNF         |
| —      | Suriya Dattuyawat         | THA  | 137.5        | —           | DNF         |
| —      | Miroslav Janicek          | SVK  | 125.0        | —           | DNF         |
| —      | Jafar Al Bagir            | KSA  | —            | —           | DNF         |
| —      | Youssef Sbai              | TUN  | —            | —           | DNF         |

### 77 kg
Gehouden op 19 augustus 2004
| rang   | naam                     | land | trekken (kg) | stoten (kg) | totaal (kg) |
| ------ | ------------------------ | ---- | ------------ | ----------- | ----------- |
| Goud   | Taner Sağır              | TUR  | (OR) 172.5   | 202.5       | (OR) 375.0  |
| Zilver | Sergej Filimonov         | KAZ  | 172.5        | 200.0       | 372.5       |
| Brons  | Reyhan Arabacioglu       | TUR  | 165.0        | 195.0       | 360.0       |
| 4      | Viktor Mitrou            | GRE  | 160.0        | 200.0       | 360.0       |
| 5      | Mohammad Hossein Barkhah | IRI  | 160.0        | 197.5       | 357.5       |
| 6      | Attila Feri              | HUN  | 155.0        | 200.0       | 355.0       |
| 7      | Ivan Stoitsov            | BUL  | 155.0        | 200.0       | 355.0       |
| 8      | Nader Sufyan Abbas       | QAT  | 160.0        | 195.0       | 355.0       |
| 9      | Kim Kwang-hoon           | KOR  | 155.0        | 195.0       | 350.0       |
| 10     | Sebastian Ioan           | ROU  | 155.0        | 190.0       | 345.0       |
| 11     | Octavio Mejias           | VEN  | 155.0        | 187.5       | 342.5       |
| 12     | Theoharis Trasha         | ALB  | 160.0        | 182.5       | 342.5       |
| 13     | Ingo Steinhöfel          | GER  | 150.0        | 185.0       | 335.0       |
| 14     | Rudolf Lukac             | SVK  | 147.5        | 187.5       | 335.0       |
| 15     | Mohamed Eshtiwi          | LBA  | 155.0        | 180.0       | 335.0       |
| 16     | Mohamed El Tantawy       | EGY  | 145.0        | 182.5       | 327.5       |
| 17     | Carlos Hernan Andica     | COL  | 142.5        | 180.0       | 322.5       |
| 18     | Chad Vaughn              | USA  | 145.0        | 175.0       | 320.0       |
| 19     | René Hoch                | GER  | 142.5        | 170.0       | 312.5       |
| 20     | Uati Maposua             | SAM  | 125.0        | 155.0       | 280.0       |
| —      | Gevorg Aleksanyan        | ARM  | 162.5        | —           | DNF         |
| —      | Krzysztof Szramiak       | POL  | 160.0        | —           | DNF         |
| —      | Zhan Xugang              | CHN  | —            | —           | DNF         |
| —      | Vasile Claudiu Heghedus  | ROU  | —            | —           | DNF         |
| —      | Oleg Perepetchenov       | RUS  | 170.0        | 195.0       | 365.0 DSQ   |

### 85 kg
Gehouden op 21 augustus 2004
| rang   | naam                     | land | trekken (kg) | stoten (kg) | totaal (kg) |
| ------ | ------------------------ | ---- | ------------ | ----------- | ----------- |
| Goud   | Giorgi Asanidze          | GEO  | 177.5        | 205.0       | 382.5       |
| Zilver | Andrei Rybakou           | BLR  | 180.0        | 200.0       | 380.0       |
| Brons  | Pyrros Dimas             | GRE  | 175.0        | 202.5       | 377.5       |
| 4      | Georgios Markoulas       | GRE  | 167.5        | 205.0       | 372.5       |
| 5      | Yuan Aijun               | CHN  | 167.5        | 205.0       | 372.5       |
| 6      | Aliaksandr Anishchanka   | BLR  | 170.0        | 200.0       | 370.0       |
| 7      | Tigran Martirosyan       | ARM  | 167.5        | 200.0       | 367.5       |
| 8      | Song Jong-shik           | KOR  | 160.0        | 200.0       | 360.0       |
| 9      | Hector Fabio Ballesteros | COL  | 157.5        | 197.5       | 355.0       |
| 10     | Oscar Chaplin III        | USA  | 160.0        | 190.0       | 350.0       |
| 11     | Ulanbek Moldodosov       | KGZ  | 150.0        | 192.5       | 342.5       |
| 12     | Richard Scheer           | SEY  | 140.0        | 165.0       | 305.0       |
| 13     | Meamea Thomas            | KIR  | 130.0        | 162.5       | 292.5       |
| 14     | Julian McWatt            | GUY  | 125.0        | 147.5       | 272.5       |
| —      | Sergo Tsjakhojan         | AUS  | 175.0        | —           | DNF         |
| —      | David Matam              | FRA  | 167.5        | —           | DNF         |
| —      | Valeriu Calancea         | ROU  | 160.0        | —           | DNF         |
| —      | Hamza Abughalia          | LBA  | 147.5        | —           | DNF         |
| —      | Zaur Takhushev           | RUS  | —            | —           | DNF         |
| —      | Izzet Ince               | TUR  | —            | —           | DNF         |
| —      | Chaehoi Fatihou          | COM  | —            | —           | DNF         |

### 94 kg
Gehouden op 23 augustus 2004
| rang   | naam                   | land | trekken (kg) | stoten (kg) | totaal (kg) |
| ------ | ---------------------- | ---- | ------------ | ----------- | ----------- |
| Goud   | Milen Dobrev           | BUL  | 187.5        | 220.0       | 407.5       |
| Zilver | Khadjimourad Akkaev    | RUS  | 185.0        | 220.0       | 405.0       |
| Brons  | Eduard Tjukin          | RUS  | 182.5        | 215.0       | 397.5       |
| 4      | Shahin Nasirinia       | IRI  | 172.5        | 220.0       | 392.5       |
| 5      | Julio Luna Fermín      | VEN  | 170.0        | 220.0       | 390.0       |
| 6      | Hakan Yilmaz           | TUR  | 175.0        | 215.0       | 390.0       |
| 7      | Bakhyt Akhmetov        | KAZ  | 180.0        | 210.0       | 390.0       |
| 8      | Anatoli Moesjyk        | UKR  | 175.0        | 212.5       | 387.5       |
| 9      | Santiago Martinez      | ESP  | 175.0        | 207.5       | 382.5       |
| 10     | Evgheni Bratan         | MDA  | 175.0        | 205.0       | 380.0       |
| 11     | Nikolaos Kourtidis     | GRE  | 167.5        | 210.0       | 377.5       |
| 12     | Yoandry Hernandez Coba | CUB  | 167.5        | 207.5       | 375.0       |
| 13     | Tadeusz Drzazga        | POL  | 170.0        | 200.0       | 370.0       |
| 14     | Arsen Kasabiev         | GEO  | 155.0        | 207.5       | 362.5       |
| 15     | Alibay Samadov         | AZE  | 165.0        | 195.0       | 360.0       |
| 16     | Asghar Ebrahimi        | IRI  | 165.0        | 190.0       | 355.0       |
| 17     | Dario Lecman           | ARG  | 155.0        | 185.0       | 340.0       |
| 18     | Furkat Saidov          | UZB  | 145.0        | 175.0       | 320.0       |
| 19     | Isnardo Faro           | ARU  | 140.0        | 167.5       | 307.5       |
| —      | Akakios Kakhiashvilis  | GRE  | 180.0        | —           | DNF         |
| —      | Nikolay Kolev          | BUL  | 177.5        | —           | DNF         |
| —      | Ramzi Al Mahrous       | KSA  | 150.0        | —           | DNF         |
| —      | Nizami Pashayev        | AZE  | —            | —           | DNF         |
| —      | Najim Al Radwan        | KSA  | —            | —           | DNF         |
| —      | Vadim Vacarciuc        | MDA  | —            | —           | DNF         |

### 105 kg
Gehouden op 24 augustus 2004
| rang   | naam                | land | trekken (kg) | stoten (kg) | totaal (kg) |
| ------ | ------------------- | ---- | ------------ | ----------- | ----------- |
| Goud   | Dmitry Berestov     | RUS  | (OR) 195.0   | 230.0       | 425.0       |
| Zilver | Igor Razoronov      | UKR  | 190.0        | 230.0       | 420.0       |
| Brons  | Gleb Pisarevskiy    | RUS  | 190.0        | 225.0       | 415.0       |
| 4      | Alexandru Bratan    | MDA  | 192.5        | 222.5       | 415.0       |
| 5      | Ramunas Vysniauskas | LTU  | 187.5        | 222.5       | 410.0       |
| 6      | Alan Naniyev        | AZE  | 190.0        | 220.0       | 410.0       |
| 7      | Matthias Steiner    | AUT  | 182.5        | 222.5       | 405.0       |
| 8      | Alexander Urinov    | UZB  | 185.0        | 215.0       | 400.0       |
| 9      | Mikhail Audzeyeu    | BLR  | 185.0        | 215.0       | 400.0       |
| 10     | Mykola Hordiystjoek | UKR  | 185.0        | 210.0       | 395.0       |
| 11     | Andre Rohde         | GER  | 177.5        | 217.5       | 395.0       |
| 12     | Michel Batista      | CUB  | 182.5        | 212.5       | 395.0       |
| 13     | Tomas Matykiewicz   | CZE  | 177.5        | 215.0       | 392.5       |
| 14     | Sam Pera            | COK  | 135.0        | 170.0       | 305.0       |
| 15     | Eleei Ilalio        | ASA  | 125.0        | 170.0       | 295.0       |
| —      | Said Saif Asaad     | QAT  | 192.5        | —           | DNF         |
| —      | Mohsen Biranvand    | IRI  | —            | —           | DNF         |
| —      | Robert Dołęga       | POL  | —            | —           | DNF         |
| —      | Akos Sandor         | CAN  | —            | —           | DNF         |
| —      | Martin Tesovic      | SVK  | —            | —           | DNF         |
| X      | Zoltan Kovacs       | HUN  | —            | —           | DQ doping   |
| X      | Ferenc Gyurkovics   | HUN  | 195.0        | 225.0       | DQ doping   |

### +105 kg
Gehouden op 25 augustus 2004
| rang            | naam                | land  | trekken (kg) | stoten (kg)           | totaal (kg) |
| --------------- | ------------------- | ----- | ------------ | --------------------- | ----------- |
| Goud            | Hossein Reza Zadeh  | IRI   | 210.0        | (WR) A:263.5; N:262.5 | 472.5       |
| Zilver          | Viktors Ščerbatihs  | LAT   | 205.0        | 250.0                 | 455.0       |
| Brons           | Velichko Cholakov   | BUL   | 207.5        | 240.0                 | 447.5       |
| 4               | Hennadi Krasilnikov | UKR   | 200.0        | 240.0                 | 440.0       |
| 5               | Oleksi Kolokoltsev  | UKR   | 195.0        | 242.5                 | 437.5       |
| 6               | Paweł Najdek        | POL   | 190.0        | 240.0                 | 430.0       |
| 7               | Shane Hamman        | USA   | 192.5        | 237.5                 | 430.0       |
| 8               | An Yong-kwon        | KOR   | 202.5        | 225.0                 | 427.5       |
| 9               | Igor Khalilov       | UZB   | 187.5        | 232.5                 | 420.0       |
| 10              | Grzegorz Kleszcz    | POL   | 190.0        | 225.0                 | 415.0       |
| 11              | Mohamed Masoud      | EGY   | 185.0        | 220.0                 | 405.0       |
| 12              | Takanobu Iwazaki    | JPN   | 170.0        | 215.0                 | 385.0       |
| 13              | Joel Bran           | GUA   | 160.0        | 210.0                 | 370.0       |
| 14              | Itte Detenamo       | NRU   | 155.0        | 192.5                 | 347.5       |
|                 | Stian Grimseth      | NOR   | 185.0        | —                     | DNF         |
| Ronny Weller    | GER                 | 195.0 | —            | DNF                   |             |
| Ashot Danielyan | ARM                 | —     | —            | DNF                   |             |

## Dames

### 48 kg
Gehouden op 14 augustus 2004
| rang   | naam                  | land | trekken (kg) | stoten (kg) | totaal (kg) |
| ------ | --------------------- | ---- | ------------ | ----------- | ----------- |
| Goud   | Nurcan Taylan         | TUR  | (WR) 97.5    | 112.5       | (WR) 210.0  |
| Zilver | Li Zhuo               | CHN  | 92.5         | 112.5       | 205.0       |
| Brons  | Aree Wiratthaworn     | THA  | 85.0         | (OR) 115.0  | 200.0       |
| 4      | Namecrakpam Kunjarani | IND  | 82.5         | 107.5       | 190.0       |
| 5      | Izabela Dragneva      | BUL  | 82.5         | 105.0       | 187.5       |
| 6      | Chen Han-Tung         | TPE  | 80.0         | 102.5       | 182.5       |
| 7      | Blessed Udoh          | NGR  | 75.0         | 105.0       | 180.0       |
| 8      | Choe Un Sim           | PRK  | 82.5         | 95.0        | 177.5       |
| 9      | Hiromi Miyake         | JPN  | 77.5         | 97.5        | 175.0       |
| 10     | Tara Cunningham       | USA  | 77.5         | 95.0        | 172.5       |
| 11     | Chen Wei-Ling         | TPE  | 75.0         | 95.0        | 170.0       |
| 12     | Gema Peris            | ESP  | 77.5         | 90.0        | 167.5       |
| 13     | Enga Mohamed          | EGY  | 75.0         | 90.0        | 165.0       |
| —      | Rosmainar Rosmainar   | INA  | —            | —           | DNF         |
| X      | Aye Khine Nan         | MYA  | 82.5         | 107.5       | DQ doping   |

### 53 kg
Gehouden op 15 augustus 2004
| rang   | naam                        | land | trekken (kg) | stoten (kg) | totaal (kg) |
| ------ | --------------------------- | ---- | ------------ | ----------- | ----------- |
| Goud   | Udomporn Polsak             | THA  | 97.5         | 125.0       | 222.5       |
| Zilver | Raema Lisa Rumbewas         | INA  | 95.0         | 115.0       | 210.0       |
| Brons  | Mabel Mosquera              | COL  | 87.5         | 110.0       | 197.5       |
| 4      | Marioara Munteanu           | ROU  | 85.0         | 105.0       | 190.0       |
| 5      | Nastassia Novikava          | BLR  | 87.5         | 102.5       | 190.0       |
| 6      | Dika Toua                   | PNG  | 75.0         | 102.5       | 177.5       |
| 7      | Virginie Lachaume           | FRA  | 75.0         | 100.0       | 175.0       |
| X      | Thingbaijam Sanamacha Chanu | IND  | 82.5         | 107.5       | DQ doping   |

### 58 kg
Gehouden op 16 augustus 2004
| rang   | naam                  | land | trekken (kg) | stoten (kg) | totaal (kg) |
| ------ | --------------------- | ---- | ------------ | ----------- | ----------- |
| Goud   | Chen Yanqing          | CHN  | (OR) 107.5   | 130.0       | (OR) 237.5  |
| Zilver | Ri Song Hui           | PRK  | 102.5        | 130.0       | 232.5       |
| Brons  | Wandee Kameaim        | THA  | 102.5        | 127.5       | 230.0       |
| 4      | Aylin Dasdelen        | TUR  | 100.0        | 125.0       | 225.0       |
| 5      | Aleksandra Klejnowska | POL  | 97.5         | 122.5       | 220.0       |
| 6      | Pak Hyon Suk          | PRK  | 95.0         | 122.5       | 217.5       |
| 7      | Alexandra Escobar     | ECU  | 95.0         | 120.0       | 215.0       |
| 8      | Patmawati Patmawati   | INA  | 95.0         | 117.5       | 212.5       |
| —      | Michaela Breeze       | GBR  | 92.5         | 120.0       | 212.5       |
| —      | Franca Gbodo          | NGR  | 95.0         | 117.5       | 212.5       |
| —      | Maryse Turcotte       | CAN  | 90.0         | 120.0       | 210.0       |
| —      | Zlatina Atanasova     | BUL  | 90.0         | 115.0       | 205.0       |
| —      | Charikleia Kastritsi  | GRE  | 90.0         | 110.0       | 200.0       |
| —      | Bayarmaa Namkhaidorj  | MGL  | 87.5         | 107.5       | 195.0       |

### 63 kg
Gehouden op 18 augustus 2004
| rang   | naam                      | land | trekken (kg) | stoten (kg) | totaal (kg) |
| ------ | ------------------------- | ---- | ------------ | ----------- | ----------- |
| Goud   | Natalija Skakoen          | UKR  | 107.5        | (OR) 135.0  | 242.5       |
| Zilver | Hanna Batsiushka          | BLR  | (WR) 115.0   | 127.5       | 242.5       |
| Brons  | Tatsiana Stukalava        | BLR  | 100.0        | 122.5       | 222.5       |
| 4      | Hayet Sassi               | TUN  | 95.0         | 120.0       | 215.0       |
| 5      | Kim Soo-kyung             | KOR  | 92.5         | 122.5       | 215.0       |
| 6      | Thi Thiet Nguyen          | VIE  | 95.0         | 110.0       | 205.0       |
| 7      | Leila Francoise Lassouani | ALG  | 85.0         | 115.0       | 200.0       |
| —      | Anastasia Tsakiri         | GRE  | 97.5         | —           | DNF         |
| —      | Karnam Malleswari         | IND  | —            | —           | DNF         |

### 69 kg
Gehouden op 19 augustus 2004
| rang   | naam                | land | trekken (kg) | stoten (kg) | totaal (kg) |
| ------ | ------------------- | ---- | ------------ | ----------- | ----------- |
| Goud   | Liu Chunhong        | CHN  | (WR) 122.5   | (WR) 152.5  | (WR) 275.0  |
| Zilver | Eszter Krutzler     | HUN  | 117.5        | 145.0       | 262.5       |
| Brons  | Zarema Kasaeva      | RUS  | 117.5        | 145.0       | 262.5       |
| 4      | Slaveyka Ruzhinska  | BUL  | 115.0        | 135.0       | 250.0       |
| 5      | Vanda Maslovska     | UKR  | 110.0        | 135.0       | 245.0       |
| 6      | Milena Trendafilova | BUL  | 105.0        | 132.5       | 237.5       |
| 7      | Madeleine Yamechi   | CMR  | 105.0        | 130.0       | 235.0       |
| 8      | Ubaldina Valoyes    | COL  | 105.0        | 127.5       | 232.5       |
| 9      | Irene Ajambo        | UGA  | 60.0         | 90.0        | 150.0       |
| —      | Kang Mi-Suk         | TPE  | 100.0        | —           | DNF         |
| —      | Sibel Simsek        | TUR  | —            | —           | DNF         |

### 75 kg
Gehouden op 20 augustus 2004
| rang   | naam                     | land | trekken (kg) | stoten (kg) | totaal (kg) |
| ------ | ------------------------ | ---- | ------------ | ----------- | ----------- |
| Goud   | Pawina Thongsuk          | THA  | 122.5        | (OR) 150.0  | (=WR) 272.5 |
| Zilver | Natalia Zabolotnaia      | RUS  | (WR) 125.0   | 147.5       | (WR) 272.5  |
| Brons  | Valentina Popova         | RUS  | 120.0        | 145.0       | 265.0       |
| 4      | Gyongyi Likerecz         | HUN  | 115.0        | 142.5       | 257.5       |
| 5      | Christina Ioannidi       | GRE  | 112.5        | 142.5       | 255.0       |
| 6      | Tatyana Khromova         | KAZ  | 117.5        | 135.0       | 252.5       |
| 7      | Kim Soon-Hee             | KOR  | 112.5        | 137.5       | 250.0       |
| 8      | Tulia Angela Medina      | COL  | 112.5        | 132.5       | 245.0       |
| 9      | Nora Koppel              | ARG  | 100.0        | 137.5       | 237.5       |
| 10     | Wanda Rijo               | DOM  | 110.0        | 127.5       | 237.5       |
| 11     | Eva Dimas                | ESA  | 105.0        | 125.0       | 230.0       |
| 12     | Damaris Gabriela Aguirre | MEX  | 100.0        | 122.5       | 222.5       |
| 13     | Deborah Lovely           | AUS  | 92.5         | 115.0       | 207.5       |
| 14     | Marie Jesika Dalou       | MRI  | 57.5         | 72.5        | 130.0       |
| —      | Nahla Mohamed            | EGY  | 120.0        | —           | DNF         |
| —      | Huang Shih-Chun          | TPE  | —            | —           | DNF         |

### +75 kg
Gehouden op 21 augustus 2004
| rang   | naam                   | land | trekken (kg) | stoten (kg) | totaal (kg) |
| ------ | ---------------------- | ---- | ------------ | ----------- | ----------- |
| Goud   | Tang Gonghong          | CHN  | 122.5        | (WR) 182.5  | (WR) 305.0  |
| Zilver | Jang Mi-ran            | KOR  | 130.0        | 172.5       | 302.5       |
| Brons  | Agata Wróbel           | POL  | 130.0        | 160.0       | 290.0       |
| 4      | Viktoria Varga         | HUN  | 127.5        | 155.0       | 282.5       |
| 5      | Victori Sjaimardanova  | UKR  | 130.0        | 150.0       | 280.0       |
| 6      | Cheryl Haworth         | USA  | 125.0        | 155.0       | 280.0       |
| 7      | Olha Korobka           | UKR  | 125.0        | 155.0       | 280.0       |
| 8      | Vasiliki Kasapi        | GRE  | 125.0        | 152.5       | 277.5       |
| 9      | Carmenza Delgado       | COL  | 120.0        | 150.0       | 270.0       |
| 10     | Manuela Rejas          | PER  | 95.0         | 125.0       | 220.0       |
| 11     | Reanna Maricha Solomon | NRU  | 95.0         | 125.0       | 220.0       |
| 12     | Ivy Shaw               | FIJ  | 85.0         | 100.0       | 185.0       |

## Medaillespiegel
| rang   | land        | goud | zilver | brons | totaal |
| ------ | ----------- | ---- | ------ | ----- | ------ |
| 1      | China       | 5    | 3      | 0     | 8      |
| 2      | Turkije     | 3    | 0      | 2     | 5      |
| 3      | Thailand    | 2    | 0      | 2     | 4      |
| 4      | Rusland     | 1    | 2      | 4     | 7      |
| 5      | Oekraïne    | 1    | 1      | 0     | 2      |
| 6      | Bulgarije   | 1    | 0      | 1     | 2      |
| 7      | Georgië     | 1    | 0      | 0     | 1      |
| 7      | Iran        | 1    | 0      | 0     | 1      |
| 9      | Wit-Rusland | 0    | 2      | 1     | 3      |
| 10     | Zuid-Korea  | 0    | 2      | 0     | 2      |
| 11     | Hongarije   | 0    | 1      | 0     | 1      |
| 11     | Indonesië   | 0    | 1      | 0     | 1      |
| 11     | Kazachstan  | 0    | 1      | 0     | 1      |
| 11     | Letland     | 0    | 1      | 0     | 1      |
| 11     | Noord-Korea | 0    | 1      | 0     | 1      |
| 16     | Colombia    | 0    | 0      | 1     | 1      |
| 16     | Griekenland | 0    | 0      | 1     | 1      |
| 16     | Kroatië     | 0    | 0      | 1     | 1      |
| 16     | Polen       | 0    | 0      | 1     | 1      |
| 16     | Venezuela   | 0    | 0      | 1     | 1      |
| totaal | totaal      | 15   | 15     | 15    | 45     |

Athene 1896 · 
St. Louis 1904 · 
Antwerpen 1920 · 
Parijs 1924 · 
Amsterdam 1928 · 
Los Angeles 1932 · 
Berlijn 1936 · 
Londen 1948 · 
Helsinki 1952 · 
Melbourne 1956 · 
Rome 1960 · 
Tokio 1964 · 
Mexico-stad 1968 · 
München 1972 · 
Montréal 1976 · 
Moskou 1980 · 
Los Angeles 1984 · 
Seoel 1988 · 
Barcelona 1992 · 
Atlanta 1996 · 
Sydney 2000 · 
Athene 2004 · 
Peking 2008 · 
Londen 2012 · 
Rio de Janeiro 2016 · 
Tokio 2020 · 
Parijs 2024 · 
Los Angeles 2028 
Medaillewinnaars
Atletiek · Badminton · Basketbal · Boksen · Boogschieten · Gewichtheffen · Gymnastiek · Handbal · Hockey · Honkbal · Judo · Kanovaren · Moderne vijfkamp · Paardensport · Roeien · Schermen · Schietsport · Schoonspringen · Softbal · Synchroonzwemmen · Taekwondo · Tafeltennis · Tennis · Triatlon · Voetbal · Volleybal · Waterpolo · Wielersport · Worstelen · Zeilen · Zwemmen
1. ↑  (en) "Day 2 of IOC Executive Board meeting in St. Petersburg", IOC, 30 mei 2013